# Llista de pièrids de la península Ibèrica i Balears
En aquesta taula, hi figuren la totalitat de les espècies de pièrids que podem trobar a la península Ibèrica i a les Illes Balears, amb la seva distribució al món, la seva localització al territori peninsular i balear, el seu hàbitat i el seu estat de conservació (EC). Hi ha uns 76 gèneres i 1.100 espècies a tot el món, 25 de les quals es poden trobar a la península Ibèrica.
Hi consten algunes de les espècies més comunes a la regió, moltes adaptades a viure en hàbitats molt humanitzats, com llindars de camins en camps cultivats, descampats o parcs. Presenten coloracions generalment blanques o grogues, amb taques i punts negres. És habitual un accentuat dimorfisme sexual. Algunes, com Colias crocea, Pieris brassicae o Pontia daplidice, fan migracions importants.

## Coliadinae
| Nom científic        | Nom comú              | Distribució                                                                          | Localització a la península Ibèrica i Balears     | Hàbitat                                                                                              | EC  | Imatge de l'eruga | Imatge de l'imago    |
| -------------------- | --------------------- | ------------------------------------------------------------------------------------ | ------------------------------------------------- | --- | --- | ----------------- | -------------------- |
| Colias alfacariensis | Safranera pàl·lida    | Sud i centre d'Europa i Turquia.                                                     | Arreu.                                            | Zones herboses i seques, terrenys calcaris i pendents rocosos.                                       | ... |                   | Colias alfacariensis |
| Colias crocea        | Safranera de l'alfals | Nord d'Àfrica, sud i centre d'Europa i Orient Mitjà fins a l'oest de l'Àsia central. | Arreu.                                            | Qualsevol.                                                                                           | ... |                   | Colias crocea        |
| Colias hyale         | -                     | Centre d'Europa, nord-oest i centre d'Àsia i altres zones aïllades.                  | Pirineus, Granada, Palència, Guipúscoa i Navarra. | Àrees herboses amb flors en sòls bàsics.                                                             | ... | Colias hyale      | Colias hyale         |
| Colias phicomone     | Safranera alpina      | Serralada Cantàbrica, Pirineus, Alps i Carpats.                                      | Serralada Cantàbrica i Pirineus.                  | Pendents herbosos i prats alpins.                                                                    | ... |                   | Colias phicomone     |
| Gonepteryx cleopatra | Cleòpatra             | Nord-oest d'Àfrica, sud d'Europa i Orient Mitjà.                                     | Arreu.                                            | boscos oberts i zones arbustives obertes, normalment rocosos.                                        | ... |                   | Gonepteryx cleopatra |
| Gonepteryx rhamni    | Llimonera             | Nord-oest d'Àfrica i des d'Europa fins a l'oest de Sibèria.                          | Arreu excepte Illes Balears.                      | Zones arbustives seques o humides, normalment amb boscos i pendents herbosos i rocosos amb arbustos. | ... |                   | Gonepteryx rhamni    |

## Dismorphiinae
| Nom científic    | Nom comú            | Distribució                                                 | Localització a la península Ibèrica i Balears | Hàbitat    | EC  | Imatge de l'eruga | Imatge de l'imago |
| ---------------- | ------------------- | ----------------------------------------------------------- | --------------------------------------------- | ---------- | --- | ----------------- | ----------------- |
| Leptidea reali   | Angelet de muntanya | Incerta, zones d'Europa.                                    | Incerta.                                      | Incert.    | ... |                   |                   |
| Leptidea sinapis | Angelet             | Europa i Orient Mitjà fins a l'oest de Sibèria i Tian Shan. | Arreu.                                        | Qualsevol. | ... |                   | Leptidea sinapis  |

## Pierinae
| Nom científic           | Nom comú                    | Distribució | Localització a la península Ibèrica i Balears                                                        | Hàbitat                                                                | EC  | Imatge de l'eruga | Imatge de l'imago       |
| ----------------------- | --------------------------- | --- | --- | ---------------------------------------------------------------------- | --- | ----------------- | ----------------------- |
| Anthocharis cardamines  | Aurora                      | Europa, Orient Mitjà i Àsia temperada fins al Japó.                                                                                     | Absent en parts del sud-oest i a Balears.                                                            | Prats humits, clarianes de bosc, zones amb vegetació ruderal…          | ... |                   | Anthocharis cardamines  |
| Anthocharis euphenoides | Aurora groga                | Sud-oest d'Europa. | Arreu excepte nord-oest de Portugal i Balears.                                                       | Zones seques i càlides amb flors, marges de cultius...                 | ... |                   | Anthocharis euphenoides |
| Aporia crataegi         | Blanca de l'arç             | Nord-oest d'Àfrica, Europa, Orient Mitjà i Àsia temperada fins al Japó. Absent a les illes Balears.                                     | Arreu.                                                                                               | Àrees arbustives, prats, zones agrícoles...                            | ... |                   | Aporia crataegi         |
| Colotis evagore         | Blanqueta de la taperera    | Nord-oest d'Àfrica, sud-est de la península Ibèrica, sud-oest de l'Aràbia Saudita, Etiòpia i Somàlia.                                   | Costa mediterrània del sud-oest peninsular.                                                          | barrancs i pendents rocosos secs i càlids i marges de camps de cultiu. | ... |                   | Colotis evagore         |
| Euchloe bazae           | Grogueta del desert         | Endemisme ibèric. | Punts concrets de la Osca i Granada. Extingida a Lleida.                                             | Pendents rocosos càlids i secs, valls àrides i oasis.                  | ... |                   | Euchloe bazae           |
| Euchloe belemia         | Marbrada zebrada            | Sud-oest d'Europa, nord d'Àfrica i Orient Mitjà.                                                                                        | Sud i zona central.                                                                                  | Zones rocoses, seques i amb flors, cultius abandonats...               | ... |                   | Euchloe belemia         |
| Euchloe crameri         | Marbrada comuna             | Nord d'Àfrica i sud-oest d'Europa. | Arreu excepte Illes Balears.                                                                         | Zones obertes, càlides i seques i àrees amb vegetació ruderal.         | ... |                   | Euchloe crameri         |
| Euchloe simplonia       | Marbrada alpina             | Pirineus, Serralada Cantàbrica i Alps.                                                                                                  | Pirineus i Serralada Cantàbrica.                                                                     | prats alpins i subalpins amb flors i pendents rocosos i herbosos.      | ... |                   | Euchloe simplonia       |
| Euchloe tagis           | Marbrada de ponent          | Sud-oest d'Europa i zones del Marroc i del nord d'Algèria.                                                                              | Sud peninsular i colònies disperses pel centre i nord.                                               | pendents i barrancs rocosos, secs i càlids.                            | ... |                   | Euchloe tagis           |
| Pieris brassicae        | Blanca de la col            | Nord, d'Àfrica, Europa i des de l'Orient Mitjà fins a l'Himàlaia. Possiblement també zones dels EUA, Xile i Sud-àfrica, entre d'altres. | Arreu.                                                                                               | Qualsevol.                                                             | ... |                   | Pieris brassicae        |
| Pieris ergane           | Blanqueta de la pedrosa     | Sud d'Europa i Orient Mitjà. | Rara i local, es pot trobar en zones de Castella i Lleó, província de Conca, Aragó, Lleida i Girona. | Zones rocoses i arbustives, càlides i seques.                          | ... |                   | Pieris ergane           |
| Pieris mannii           | Blanqueta de la mitja lluna | Marroc i des del sud d'Europa fins a Turquia i Síria.                                                                                   | Costa sud-oest peninsular, Madrid, Osca i Catalunya.                                                 | Zones rocoses, seques i càlides, entre arbustos i arbres dispersos.    | ... |                   | Pieris mannii           |
| Pieris napi             | Blanqueta perfumada         | Nord-oest d'Àfrica, Europa, Orient Mitjà, Àsia temperada i Nord-amèrica.                                                                | Arreu excepte Balears.                                                                               | Preferentment zones humides, herboses i amb flors.                     | ... |                   | Pieris napi             |
| Pieris rapae            | Blanqueta de la col         | Nord d'Àfrica, Europa i Àsia. Introduïda a Nord-amèrica i Austràlia.                                                                    | Arreu.                                                                                               | Qualsevol.                                                             | ... |                   | Pieris rapae            |
| Pontia callidice        | Pòntia dels cims            | Pirineus, Alps, Orient Mitjà fins a Mongòlia i Nord-amèrica.                                                                            | Pirineus.                                                                                            | Pendents alpins oberts, rocosos i herbosos.                            | ... |                   | Pontia callidice        |
| Pontia daplidice        | Pòntia comuna               | Nord d'Àfrica, sud-oest d'Europa i Orient Mitjà.                                                                                        | Arreu.                                                                                               | Qualsevol.                                                             | ... |                   | Pontia daplidice        |
| Zegris eupheme          | Aurora dels guarets         | Marroc, Península Ibèrica i Orient Mitjà.                                                                                               | Present en zones localitzades del centre i est (excepte alguna regió septentrional).                 | Zones rocoses seques amb flors, marges de cultiu i cultius abandonats. | ... |                   | Zegris eupheme          |

## Nota
1. ↑   Extinta.  ·   Extinta en estat salvatge.  ·   En perill crític.  ·   En perill.  ·   Vulnerable.  ·   Depèn de la conservació.  ·   Gairebé amenaçada.  ·   Risc mínim.  ·  NA No avaluada.[1]
2. ↑  Totes les espècies han estat avaluades gràcies a la Llista Vermella d'Espècies Amenaçades de la UICN